# Llista d'episodis de Lo Cartanyà
La sèrie de televisió catalana Lo Cartanyà consta de tres temporades de tretze episodis cadascuna. Fou emesa a Catalunya per TV3, des del 16 de setembre del 2005. fins al 19 d'abril del 2007. La primera i la segona temporada es van emetre seguides.
Posteriorment el 2019 en el programa lokus day, també de Tv3, va emetre diversos gags que pretenien ser-ne una seqüela humorística on apareix més gran i amb el nom de Caballero Turrai.

## Temporades
| Temporada | Temporada | Episodis | Estrena a Catalunya     | Final                  | Final |
| --------- | --------- | -------- | ----------------------- | ---------------------- | ----- |
|           | 1         | 13       | 16 de setembre del 2005 | 9 de desembre del 2005 |       |
|           | 2         | 13       | 9 de desembre del 2005  | 10 de març del 2006    |       |
|           | 3         | 13       | 18 de gener del 2007    | 19 d'abril del 2007    |       |

## Llista d'episodis

### Primera temporada
| Núm. | #  | Títol            | Director         | Guionista        | Data d'emissió          |
| --- | -- | ---------------- | ---------------- | ---------------- | ----------------------- |
| 1 | 1  | «Lo poble»       | Sense determinar | Sense determinar | 16 de setembre del 2005 |
| En Vicenç Cartanyà, l'home del temps del telenotícies, s'ha barallat amb tothom i ha decidit tornar definitivament al seu poble i casar-se amb la Tilda, la seva antiga nòvia. El que no sap és que actualment la Tilda és la nòvia del Bardagí, el director de la tele local del poble. |    |                  |                  |                  |                         |
| 2 | 2  | «Malabo»         | Sense determinar | Sense determinar | 23 de setembre del 2005 |
| En Vicenç Cartanyà ha entrat a la tele local com una estrella despòtica. En Bardagí, però, està encantat amb la seva presència i fins i tot ha preparat una festa en honor del Cartanyà. La Tilda, per la seva banda, té sentiments confusos envers ell: és a un punt de l'odi, però a la vegada el desitja. Un foraster negre arriba al poble per assistir a l'enterrament del Patrocinio. Sembla que és el seu nebot i que ha heretat la casa del poble.                                                                                  |    |                  |                  |                  |                         |
| 3 | 3  | «Xangai»         | Sense determinar | Sense determinar | 30 de setembre del 2005 |
| La Tilda enreda el Cartanyà per fer de cangur de la seva nebodeta mentre ella aprofita per anar a un sopar romàntic amb el Bardagí. La colla del Cafè de l'Amargura prepara la clàssica sortida dels divendres a la nit a la discoteca Xangai. L'Anselmo pren el lideratge de la marxa davant l'absència inesperada del Cartanyà, que, estranyament, fa de cangur. |    |                  |                  |                  |                         |
| 4 | 4  | «París»          | Sense determinar | Sense determinar | 7 d'octubre del 2005    |
| En Vicenç Cartanyà s'ha enamorat de la Laura, una noia de Barcelona que li confessa que ha tingut múltiples relacions sexuals. En Cartanyà no ho paeix gaire bé i ho encaixa pitjor quan descobreix que la Laura i el Bardagí es coneixen. En Miquel, el pare del Cartanyà, intenta preparar un suquet però la Maria l'atabala constantment. |    |                  |                  |                  |                         |
| 5 | 5  | «Cancun»         | Sense determinar | Sense determinar | 14 d'octubre del 2005   |
| Arriba el Quimet, un cosí del Cartanyà, per anunciar que es casa. La sorpresa és majúscula a la casa dels Cartanyà quan els presenta la seva parella i resulta ser un home. A partir d'aquest moment, tothom intenta mostrar la més absoluta normalitat davant aquesta situació menys el Cartanyà, que de tant que exagera la normalitat acaba fent creure a tothom que ell també és gai. La Tilda vol casar-se, però el Bardagí encara no creu que sigui el moment.                                                                        |    |                  |                  |                  |                         |
| 6 | 6  | «València»       | Sense determinar | Sense determinar | 21 d'octubre del 2005   |
| Com cada any, a la Festa Major del poble interpreten "Otel·lo". Però a aquesta edició l'Anselmo, que és el director, no vol que la protagonitzi el Cartanyà. Aquest, contrariat, farà el que calgui per ser l'Otel·lo i si no evitar que tiri endavant el muntatge teatral. |    |                  |                  |                  |                         |
| 7 | 7  | «Calanda»        | Sense determinar | Sense determinar | 28 d'octubre del 2005   |
| La Tilda té una oferta d'una tele nacional per ser la presentadora d'un nou programa. Ella ho accepta encantada, però el Cartanyà desplega tots els dispositius per evitar que marxi del poble. Fins i tot arriba a aliar-se amb el seu etern rival, el Bardagí. El Garretó i la Bordonida es declaren la guerra comercial quan aquest col·loca una màquina de cafès a la barberia. |    |                  |                  |                  |                         |
| 8 | 8  | «Càceres»        | Sense determinar | Sense determinar | 4 de novembre del 2005  |
| La Tilda i el Bardagí tenen una crisi de parella, s'adonen que no tenen res en comú. El Cartanyà aprofita l'ocasió per convidar a sopar la Tilda i recordar junts els inicis de la seva relació de parella. Tornen al passat, a l'època de l'institut, quan eren adolescents i la colla formava un grup de rock. |    |                  |                  |                  |                         |
| 9 | 9  | «Oklahoma»       | Sense determinar | Sense determinar | 11 de novembre del 2005 |
| En Miquel i la Maria li donen un ultimàtum al Cartanyà: o col·labora amb les despeses de la casa o ha de marxar. El Cartanyà decideix marxar i l'Anselmo l'acompanyarà en aquesta nova fase d'independència. Al poble arriben uns estrangers cridaners i borratxos. La Bordonida, el Garretó i l'Angawa voldran treure'n profit. |    |                  |                  |                  |                         |
| 10 | 10 | «Casablanca»     | Sense determinar | Sense determinar | 18 de novembre del 2005 |
| En Manel, un galant madur que recorre Espanya en bicicleta, fa una paradeta al poble perquè és el primer convidat d'un nou programa que presenta en Cartanyà a Canal In. La Maria coneix en Manel i es queda enlluernada per ell. Queden per sopar en secret, però en Miquel s'assabenta de tot i té por de perdre la seva dona. Li demana ajuda al seu fill. |    |                  |                  |                  |                         |
| 11 | 11 | «Memphis»        | Sense determinar | Sense determinar | 25 de novembre del 2005 |
| És la 15a edició del Festival Elvis Presley al poble. En Cartanyà sempre ha estat campió de la prova de menjar bocates Memphis, però aquest any es queda sense participar-hi perquè la prova mèdica anual de Canal In li descobreix que té una salut molt dolenta. En Cartanyà comença a obsessionar-se pel tema i intenta millorar-la: dieta, esport... Al Cafè es prepara el concurs amb la participació de tothom, inclòs la del Miquel, que vol aconseguir la triple corona.                                                            |    |                  |                  |                  |                         |
| 12 | 12 | «Venècia»        | Sense determinar | Sense determinar | 2 de desembre del 2005  |
| Canal In travessa una crisi tan greu que el mossèn del poble vol comprar la Televisió local i convertir-la en un espai que difondrà les idees del catolicisme. En Cartanyà intenta fer-se càrrec de la situació al descobrir que tot és culpa seva: el seu sou és tan alt que ha fet un forat a l'empresa. La Bordonida comenta a la colla que ha organitzat un dels seus viatges. L'Anselmo sospita que la Bordonida amaga alguna cosa perquè sempre fa sola aquests viatges.                                                              |    |                  |                  |                  |                         |
| 13 | 13 | «San Petersburg» | Sense determinar | Sense determinar | 9 de desembre del 2005  |
| En Bardagí se sent atret per una noia de Canal In. En Cartanyà fa tot el que pot per convèncer en Bardagí, que ha de quedar amb ella per bé de la seva relació amb la Tilda, s'ha de lluitar contra la monotonia. En Cartanyà aprofitarà que en Bardagí i la noia queden per sopar perquè la Tilda pensi que estan enrotllats. La Tilda talla amb en Bardagí. Es fan eleccions al Cafè per escollir el nou president de la comissió de festes del poble. El Garretó i l'Anselmo s'enfronten en una campanya on tots el veïns hi participen. |    |                  |                  |                  |                         |

### Segona temporada
| Núm. | #  | Títol          | Director         | Guionista        | Data d'emissió          |
| --- | -- | -------------- | ---------------- | ---------------- | ----------------------- |
| 14 | 1  | «Houston»      | Sense determinar | Sense determinar | 16 de desembre del 2005 |
| Lo Cartanyà aprofita l'absència d'en Bardagí per dirigir la tele despòticament i intentar seduir la Tilda. Després d'un primer intent fallit a base de regals, lo Cartanyà s'inventa una malaltia gairebé terminal, amb l'ajuda d'Angawa, i així aconsegueix que la Tilda s'estovi davant la situació. Però la tàctica de la malaltia se'ls acaba escapant de les mans. |    |                |                  |                  |                         |
| 15 | 2  | «Le Mans»      | Sense determinar | Sense determinar | 23 de desembre del 2005 |
| En Bardagí ha tornat al poble, però la Tilda no vol saber res d'ell. A més a més, s'ha quedat el pis que tenien a mitges i no té a on anar. La Maria està desconsolada perquè en Miquel ha marxat a Càceres amb la seva mare, que està molt malalta, i decideix acollir en Bardagí. Ella el tracta com si fos un nou fill o, dit d'una altra manera, com si fos un nou germanet per a en Vicenç Cartanyà. |    |                |                  |                  |                         |
| 16 | 3  | «Hollywood»    | Sense determinar | Sense determinar | 31 de desembre del 2005 |
| 31 de desembre del 2005; tot el poble està de festa al Cafè de l'Amargura celebrant l'arribada del nou any. Lo Cartanyà s'ennuega amb un gra de raïm i cau desmaiat. Lo Cartanyà viatja a un indret màgic on coneix el seu àngel de la guarda, que li fa veure que no porta una vida correcta i que dispensa un tracte dèspota cap als seus amics, i que si no canvia d'actitud li espera una vida carregada de penes i solitud. |    |                |                  |                  |                         |
| 17 | 4  | «San Sebastià» | Sense determinar | Sense determinar | 6 de gener del 2006     |
| La mort sobtada d'un membre de l'equip de Canal In fa que lo Cartanyà, en Bardagí i l'Angawa canviïn la seva forma d'actuar i de veure la vida, ja que tots ells, d'una manera o d'una altra, se senten partícips de la mort del seu company. Lo Cartanyà buscarà suport en la seva mare i el mossèn del poble. D'altra banda, l'Anselmo no aconsegueix el suport del poble per treure una estàtua franquista del padrí d'en Garretó, i decideix actuar pel seu compte, fet que el porta a enfrontar-se amb en Garretó.                                   |    |                |                  |                  |                         |
| 18 | 5  | «Kinsasha»     | Sense determinar | Sense determinar | 13 de gener del 2006    |
| La Bordonida i l'Anselmo descobreixen que lo Cartanyà té un cop sensacional i el convencen perquè es dediqui a la boxa. Lo Cartanyà resulta ser un fracàs a sobre del ring, però a base de trampes comença a guanyar combats. La Bordonida no es cansa d'advertir que en el món de la boxa amb trampes no es va enlloc i aviat es descobreixen les nul·les aptituds de lo Cartanyà per a aquest esport. |    |                |                  |                  |                         |
| 19 | 6  | «Caracas»      | Sense determinar | Sense determinar | 20 de gener del 2006    |
| L'Anselmo presenta la seva nòvia Lola als amics, i en Cartanyà se n'enamora bojament. L'Anselmo nota estranya la Bordonida i es pensa que està gelosa de la Lola. La Tilda creu que en Cartanyà l'estima a ella, i no la Lola, i comença tot un seguit de malentesos i despropòsits amorosos. D'altra banda, en Bardagí i l'Angawa proven de lligar amb dues noies molt liberals de la redacció. Massa liberals… |    |                |                  |                  |                         |
| 20 | 7  | «Kansas City»  | Sense determinar | Sense determinar | 27 de gener del 2006    |
| Al poble se celebra el concurs "A vere qui la té més grossa," on diferents pobles presenten productes naturals cultivats o cuinats pels seus habitants, amb premi als productes més grans i pesats. En Vicenç Cartanyà i en Llorenç Balanyà, representants dels dos pobles favorits i enemics reconeguts, es retroben després de deu anys, i el concurs es convertirà en un assumpte personal entre ells dos. |    |                |                  |                  |                         |
| 21 | 8  | «Bagdad»       | Sense determinar | Sense determinar | 3 de febrer del 2006    |
| L'actitud altiva de lo Cartanyà fa que l'Anselmo s'empenyi i ja no vulgui saber res més d'ell. Lo Cartanyà, lluny de disculpar-se, s'enfada i decideix ignorar l'Anselmo. Aquest no serà l'únic problema de lo Cartanyà, ja que la seva mare, la Maria, arriba cada nit borratxa a les tantes de la matinada. |    |                |                  |                  |                         |
| 22 | 9  | «Kyoto»        | Sense determinar | Sense determinar | 10 de febrer del 2006   |
| Lo Cartanyà presenta a desgana un nou programa al Canal In, un magazín de tarda fluix, però que reporta grans beneficis al canal. El programa, que al principi rep crítiques de tots els sectors i associacions, acaba sent un èxit gràcies als peculiars mètodes de lo Cartanyà. Per la seva banda, el mossèn, amb l'ajuda de la Maria, contracta un expert japonès per modernitzar el so de les campanes i la il·luminació de l'església, per tal de fer arribar la paraula de déu a tothom.                                                            |    |                |                  |                  |                         |
| 23 | 10 | «Tenerife»     | Sense determinar | Sense determinar | 17 de febrer del 2006   |
| Coincidint amb el seu 30è aniversari, la Tilda s'adona que el seu rellotge biològic s'ha despertat i vol ser mare. Davant la dificultat de trobar el perfil d'home que busca, decideix, amb l'ajuda de la Bordonida i la Maria, organitzar un procés de selecció amb tot tipus de proves, per tal de trobar el pare ideal que reuneixi les característiques que necessita. Lo Cartanyà infla el seu currículum vitae i fa trampes per ser l'escollit. Tots els homes dels pobles hi estan inscrits. Excepte en Bardagí, que pensa que no hi té res a fer. |    |                |                  |                  |                         |
| 24 | 11 | «Las Vegas»    | Sense determinar | Sense determinar | 24 de febrer del 2006   |
| Un exfutbolista famós anomenat Enzo Modunyo s'instal·la al poble per inaugurar un "night club". L'Enzo convida a la inauguració en Cartanyà, que queda tan enlluernat per l'ambient mafiós que s'hi respira que decideix obrir el seu propi "night club" al Cafè de l'Amargura. Això no se'ls posarà gens bé ni a en Modunyo ni als seus goril·les. |    |                |                  |                  |                         |
| 25 | 12 | «Babilònia»    | Sense determinar | Sense determinar | 3 de març del 2006      |
| En Bardagí i la Tilda volen fer-se milionaris i proven amb el mètode piramidal. Els productes que venen són una mena de "tupper-sex". Però no guanyen el que esperaven i, a sobre, algú els ha robat l'aparell més car. Tots dos iniciaran una investigació per esbrinar qui ha estat el lladre. D'altra banda, lo Cartanyà ha quedat amb una noia. Ha organitzat un cap de setmana molt particular i ha comprat un dels articles eròtics del Bardagí i la Tilda.                                                                                         |    |                |                  |                  |                         |
| 26 | 13 | «Varadero»     | Sense determinar | Sense determinar | 10 de març del 2006     |
| Lo Cartanyà pronostica una tempesta universal que suposarà la fi del món. Ell i l'Anselmo acaben creient que lo Cartanyà és "l'escollit" per proclamar a la humanitat l'Apocalipsi i creen la secta d'Els Cartanyians. D'altra banda, la Maria, la Tilda i la Bordonida volen passar un cap de setmana sense homes i en Bardagí, ofès amb la Tilda, proposa a l'Angawa fer una escapadeta masculina. |    |                |                  |                  |                         |

### Tercera temporada
| Núm. | #  | Títol          | Director         | Guionista        | Data d'emissió        |
| --- | -- | -------------- | ---------------- | ---------------- | --------------------- |
| 27 | 1  | «Alejandria»   | Sense determinar | Sense determinar | 18 de gener del 2007  |
| A Casa dels Cartanyà arriba l'Alejandra, una parenta llunyana de la Maria que ve per a participar en unes jornades espirituals. El Cartanyà i l'Alejandra no s'avenen gens. Una nit, però, aconsegueixen intimar. La Tilda i el Bardagí volen adoptar un nen de l'Àfrica. Angawa els proposa un tracte molt particular. |    |                |                  |                  |                       |
| 28 | 2  | «Tirana»       | Sense determinar | Sense determinar | 25 de gener del 2007  |
| El Cartanyà i l'Alejandra preparen la seva boda. La Tilda intenta boicotejar-la mentre que l'Anselmo li demana al Garretó si vol compartir amb ell el rol de padrí de noces. La Bordonida i l'Angawa, per la seva banda, rivalitzen per a preparar el menú de la boda. |    |                |                  |                  |                       |
| 29 | 3  | «Berlín»       | Sense determinar | Sense determinar | 1 de febrer del 2007  |
| El Cartanyà porta fatal la vida matrimonial. L'Alejandra s'ha fet la mestressa de Casa Cartanyà i a ell l'ha convertit en un ninot. La Maria també se sent desplaçada a les tasques de la llar i està gelosa de veure el seu fill cuidat per una altra dona. La Tilda i el Bardagí preparen una vetllada íntima a casa seva. Per diverses circumstàncies, la majoria dels personatges acabaran instal·lats a la casa, i fins i tot uns okupes. |    |                |                  |                  |                       |
| 30 | 4  | «Anové»        | Sense determinar | Sense determinar | 8 de febrer del 2007  |
| El Garretó ha heretat un mas de la família que estava mig abandonat. El Cartanyà veu la possibilitat de muntar-hi un negoci de turisme rural. Al Cafè, per matar el temps, algú proposa fer una partida de Trivial. La partida va generant una gran tensió entre els participants. |    |                |                  |                  |                       |
| 31 | 5  | «Ginebra»      | Sense determinar | Sense determinar | 15 de febrer del 2007 |
| Lo Cartanyà desitja posar música als poemes escrits per l'Anselmo. Aviat acaben formant un duo musical sota l'assessorament d'un mànager molt peculiar. D'altra banda, la perruqueria femenina decideix tancar les portes al públic, per la qual cosa les dones es queixen. L'Angawa, proposa al Garretó obrir un saló de bellesa unisex. |    |                |                  |                  |                       |
| 32 | 6  | «Gotham City»  | Sense determinar | Sense determinar | 1 de març del 2007    |
| Després de ser picat per un cuc exòtic, el Cartanyà creu que posseeix poders màgics. Amb l'ajuda de la Maria, vol emular als superherois dels còmics amb resultats desastrosos. Mentrestant, la Bordonida, l'Anselmo i en Garretó decideixen muntar una patrulla per acabar amb un sonat que es fa passar per superheroi i que destrossa el poble.                                                                                             |    |                |                  |                  |                       |
| 33 | 7  | «Salem»        | Sense determinar | Sense determinar | 8 de març del 2007    |
| Lo Cartanyà invoca a un fantasma mentre riu d'una llegenda. Segons aquesta història popular, si l'esperit ressuscita, arrasarà tot el poble. Més tard, el fantasma torna a la vida i li fa una visita a la Maria. |    |                |                  |                  |                       |
| 34 | 8  | «Roma»         | Sense determinar | Sense determinar | 22 de març del 2007   |
| L'Anselmo invita el Cartanyà perquè imparteixi un curs de meteorologia en uns campaments escolars. No obstant, la seva relació amb els alumnes no serà gens bona. Per aquest motiu, el Cartanyà recluta en Garretó per implantar el seu propi sistema educatiu. Per una altra banda, Canal In busca una cara coneguda perquè protagonitzi un anunci.                                                                                           |    |                |                  |                  |                       |
| 35 | 9  | «Buenos Aires» | Sense determinar | Sense determinar | 29 de març del 2007   |
| Lo Cartanyà decideix acudir a un psicòleg amic de l'Angawa. Mentrestant, la Bordonida, es beu per error un revolucionari producte capil·lar d'en Garretó i es transforma en una forçuda |    |                |                  |                  |                       |
| 36 | 10 | «Lourdes»      | Sense determinar | Sense determinar | 5 d'abril del 2007    |
| Després de la mort de la mare d'en Miquel, la Maria i el Cartanyà es traslladen fins a Càceres per assistir a l'enterrament. En Miquel confessa al seu fill un secret. |    |                |                  |                  |                       |
| 37 | 11 | «Miami»        | Sense determinar | Sense determinar | 12 d'abril del 2007   |
| Lo Cartanyà i alguns joves del poble decideixen acudir al gimnàs amb un clar objectiu: seduir a la monitora. |    |                |                  |                  |                       |
| 38 | 12 | «Zurich»       | Sense determinar | Sense determinar | 19 d'abril del 2007   |
| La Tilda i el Bardagí esperen un nadó. Lo Cartanyà, gelós, telefona a l'Alejandra per proposar-li que també ells siguin pares. |    |                |                  |                  |                       |
| 39 | 13 | «New Orleans»  | Sense determinar | Sense determinar | 19 d'abril del 2007   |
| Al dia de Tots Sants, el Cartanyà i la Maria porten flors al cementiri i ella li explica la història dels besavis d'ell. |    |                |                  |                  |                       |